# Louisa Durrell
Louisa Florence Durrell (née Dixie ; 16 janvier 1886 – 24 janvier 1964) est principalement connue pour être la mère du romancier Lawrence Durrell et du naturaliste et écrivain Gerald Durrell. Sa fille Margaret Durrell est également l'auteur d'un livre publié à titre posthume. Louisa Durrell est un personnage important de la Trilogie de Corfou, ensemble de trois volumes écrits par Gerald et qui évoque sur un ton humoristique les années passées par la famille dans l'île grecque de Corfou, de 1935 à 1939.

## Biographie
Louisa Florence Dixie naît dans une famille protestante anglo-irlandaise, à Roorkee, en Inde, où sa famille s'est installée à l'époque du Raj britannique. Son père, George Dixie, est comptable, chef de bureau à la Fonderie du Canal du Gange.
C'est en Inde qu'elle rencontre et épouse Lawrence Samuel Durrell, un ingénieur anglais également né en Inde. Ensemble, ils parcourent le pays dans le cadre des activités professionnelles de Lawrence. 
Le couple a trois fils et deux filles dont l'une, Margery Ruth (1915-16), meurt en bas âge de la diphtérie. Les autres enfants sont Lawrence (Larry), Leslie, Margaret (Margo) et Gerald (Gerry). Louisa est alors décrite comme une mère anxieuse, qui évite la fréquentation de la société et se concentre sur l'éducation de ses enfants.
Louisa s'intéresse particulièrement au spiritisme et à la cuisine. Elle se distingue par sa proximité avec les Indiens, inhabituelle chez les colons. Elle espère ainsi acquérir des connaissances sur le spiritisme et la cuisine indienne. En cela, elle ne respecte pas les conceptions britanniques de son temps sur la ségrégation sociale. 
Son mari meurt en 1928 à Dalhousie, en Inde. Elle est alors âgée de 42 ans. Elle décide de partir pour l'Angleterre avec sa famille et quitte l'Inde dans des conditions difficiles. La famille s'installe à Bournemouth, sur la côte méridionale du Dorset, en 1932. Elle y fait l'acquisition d'une maison qu'elle nomme Dixie Lodge. 
Elle déménage à nouveau, en 1935, à la suite de son fils aîné, Lawrence, et de l'épouse de celui-ci, Nancy, sur l'île de Corfou, emmenant ses autres enfants avec elle. Son plus jeune fils, le futur naturaliste Gerald, écrira des mémoires sur cette période heureuse de son enfance, marquée par la richesse de la faune et de la flore que lui fait découvrir le naturaliste gréco-britannique Theodore Stephanides. Il campe de Louisa un portrait attachant en mère de famille bienveillante et attentionnée mais légèrement excentrique dans sa Trilogie de Corfou : Ma famille et autres animaux (1956), Oiseaux, bêtes et parents (1969) et Le Jardin des dieux (1978). 
En juin 1939, avant le déclenchement de la Seconde Guerre mondiale, Louisa retourne en Angleterre. Après la guerre, elle vit tantôt avec sa fille Margaret, qui tient pension à Bournemouth, tantôt avec Gerald dans sa résidence du zoo de Jersey, fondé grâce aux profits tirés de ses livres. 
Louisa meurt à Bournemouth en 1964, à l'âge de 78 ans.

## Représentation dans les médias
La trilogie de Gerald Durrell est adaptée à plusieurs reprises sous forme de séries télévisées et radiophoniques britanniques. Louisa est incarnée par Hannah Gordon dans la série télévisée de 1987 de la BBC, My Family and Other Animals, par Imelda Staunton dans l'adaptation 2005 de la BBC, par Celia Imrie dans la comédie dramatique en deux parties de la BBC Radio en 2010 et par Keeley Hawes dans celle d'ITV (2016-2019), The Durrells .